# Fiyi en los Juegos Olímpicos de la Juventud 2018
Fiyi compitió en los Juegos Olímpicos de la Juventud 2018 en Buenos Aires, Argentina, celebrados entre el 6 y el 18 de octubre de 2018. Su delegación estuvo conformado por tres atletas en tres disciplinas y no pudo obtener medallas en las justas deportivas.

## Medallero
| Medalla       | Oro | Plata | Bronce | Total |
| ------------- | --- | ----- | ------ | ----- |
| Total oficial | 0   | 0     | 0      | 0     |

## Disciplinas

### Atletismo
Fiyi obtuvo una plaza para participar en esta disciplina por el comité tripartito.
- Eventos masculinos - 1 plaza

### Bádminton
Fiyi obtuvo una plaza para participar en esta disciplina por el comité tripartito.
- Individual masculino - 1 plaza

### Tenis de mesa
Fiyi obtuvo una plaza para participar en esta disciplina por el comité tripartito.
- Individual femenino - 1 plaza

### Levantamiento de pesas
Fiyi obtuvo una plaza para participar en esta disciplina por el comité tripartito.
- Eventos femeninos - 1 plaza